# Bailando con las estrellas (Colombia)
Bailando con las estrellas es un reality show colombiano producido por Fox Telecolombia para RCN Televisión en el 2016. es la versión colombiana del formato internacional de Reino Unido Dancing with the Stars. Es presentado por Patrick Delmas y Taliana Vargas Quince celebridades se encuentran emparejados con quince bailarines profesionales. se estrenó el 12 de enero de 2016.

## Formato
En el concurso una pareja conformada por una personalidad televisiva o teatral y un bailarín profesional debían demostrar sus destrezas para el baile en diferentes ritmos musicales. Cada pareja recibía la crítica y puntaje de un jurado, donde ese puntaje se suma con el reto técnico más el voto del público; la pareja que obtenga el mayor puntaje combinado, queda inmune de la eliminación y pasa automáticamente a la siguiente gala; y las tres parejas que obtenga el menor puntaje combinando, queda en sentencia, donde deberán bailar una vez más , tras lo cual el jurado elige las dos parejas con el mejor desempeño y la otra pareja restante quedaba eliminada del certamen.

## Puntuación y procedimiento de votación
- En Bailando con las estrellas (1.ª edición): El método de puntuación hacia los participantes se llevaban a cabo solamente con 3 jurados, éstos evaluaban el baile semanal con puntajes del 1 al 10 y a estos puntajes se le suma con el reto técnico más el voto del público; las tres parejas con menor puntuación eran enviadas a una sentencia donde el jurado elige las dos parejas con el mejor desempeño y la otra pareja restante quedaba eliminada del certamen.

## Presentadores y jurado
Los conductores del formato fueron el actor Patrick Delmas y la también actriz y modelo Taliana Vargas. Por su parte, el jurado estuvo formado por Fernando Montaño, bailarín profesional del Ballet Real de Londres, Niina Shablinskaja, laureada de danzas y bailes de salón, y el coreógrafo e instructor de baile, creador del Zumba, Alberto Beto Pérez.

## Participantes
| Celebridad             | Profesión                 | Bailarín profesional                    | Estado                |
| ---------------------- | ------------------------- | --------------------------------------- | --------------------- |
| Debi Nova              | Cantante                  | Alexander Zapata                        | Ganadora              |
| Carlos Torres          | Actor                     | Gabriela López                          | Subcampeón            |
| Natalia París          | Modelo, empresaria y DJ   | Jaime "Mito" Rincón                     | Tercer lugar          |
| Flora Martínez         | Actriz                    | Azael Caballero                         | Abandonó              |
| Endry Cardeño          | Actriz                    | Manuel Molano Iván Ovalle (semanas 1-8) | 11.ª Pareja Eliminada |
| Orlando Duque          | Clavadista                | Jhenny Rojas                            | 10.ª Pareja Eliminada |
| Mike Bahía             | Cantante                  | Lina Montoya                            | 9.ª Pareja Eliminada  |
| Jhon Frank Pinchao     | Expolicía secuestrado     | Mayra Ceballos                          | 8.ª Pareja Eliminada  |
| Natalia Betancourt     | Empresaria y modelo       | Manuel Molano                           | 7.ª Pareja Eliminada  |
| Sebastián Villalobos   | Personalidad de YouTube   | Sindy Pulgarín                          | 6.ª Pareja Eliminada  |
| Daniela Ospina         | Voleibolista              | Edy Gómez                               | 5.ª Pareja Eliminada  |
| Mr. Black              | Cantante                  | Mariana Arizmendi                       | 4.ª Pareja Eliminada  |
| Ana Pacheco            | Desmovilizada de las FARC | Diego Barajas                           | 3.ª Pareja Eliminada  |
| Galy Galiano           | Cantante                  | Paula Rodríguez                         | 2.ª Pareja Eliminada  |
| La Tigresa del Oriente | Cantante                  | Rando Castillo                          | 1.ª Pareja Eliminada  |

## Ediciones de Bailando con las estrellas (Colombia)
| Edición | Año  | Presentador(es)               | Jurado           | Jurado             | Jurado     | 1.er Puesto           | 2.do Puesto              | 3.er Puesto           | N.ro de parejas |
| ------- | ---- | ----------------------------- | ---------------- | ------------------ | ---------- | --------------------- | ------------------------ | --------------------- | --------------- |
| I       | 2016 | Patrick Delmas Taliana Vargas | Fernando Montaño | Niina Shablinskaja | Beto Pérez | Debi Nova y Alexander | Carlos Torres y Gabriela | Natalia Paris y Jaime | 15              |